# Nice to Meet Ya (canção de Meghan Trainor)
Nice to Meet Ya é uma canção das cantoras americanas Meghan Trainor e Nicki Minaj. Foi lançada em 31 de janeiro de 2020 como terceiro single do terceiro álbum de estúdio de Trainor, Treat Myself (2020).

## Antecedentes
Trainor anunciou a música em 28 de janeiro de 2020, depois de usar o tremor tinha emoji como espaço reservado.

## Videoclipe
O videoclipe foi lançado em 31 de janeiro de 2020, e foi dirigido por Matthew Cullen e inspirado em Working Girl (1988). No vídeo, as cantoras usam roupas coloridas e com ares dos anos 80 dentro de um escritório, cercados por dançarinos que se movem ao ritmo da música pop.

## Históricos de lançamentos
| Local          | Data                   | Formato(s)                 | Gravadora | Ref.   |
| -------------- | ---------------------- | -------------------------- | --------- | ------ |
| Mundo          | 31 de janeiro de 2020  | Download digital streaming | Epic      | [ 1 ]  |
| Estados Unidos | 4 de fevereiro de 2020 | Contemporary hit radio     | Epic      | [ 11 ] |